# NGC 5444
NGC 5444 é uma galáxia elíptica (E) localizada na direcção da constelação de Canes Venatici. Possui uma declinação de +35° 07' 57" e uma ascensão recta de 14 horas, 03 minutos e 24,1 segundos.
A galáxia NGC 5444 foi descoberta em 1 de Maio de 1785 por William Herschel.